# Mehit
| mH | H | i | i | t · H8 | B1 |

| mH | H | i | i | t · H8 | B1 |

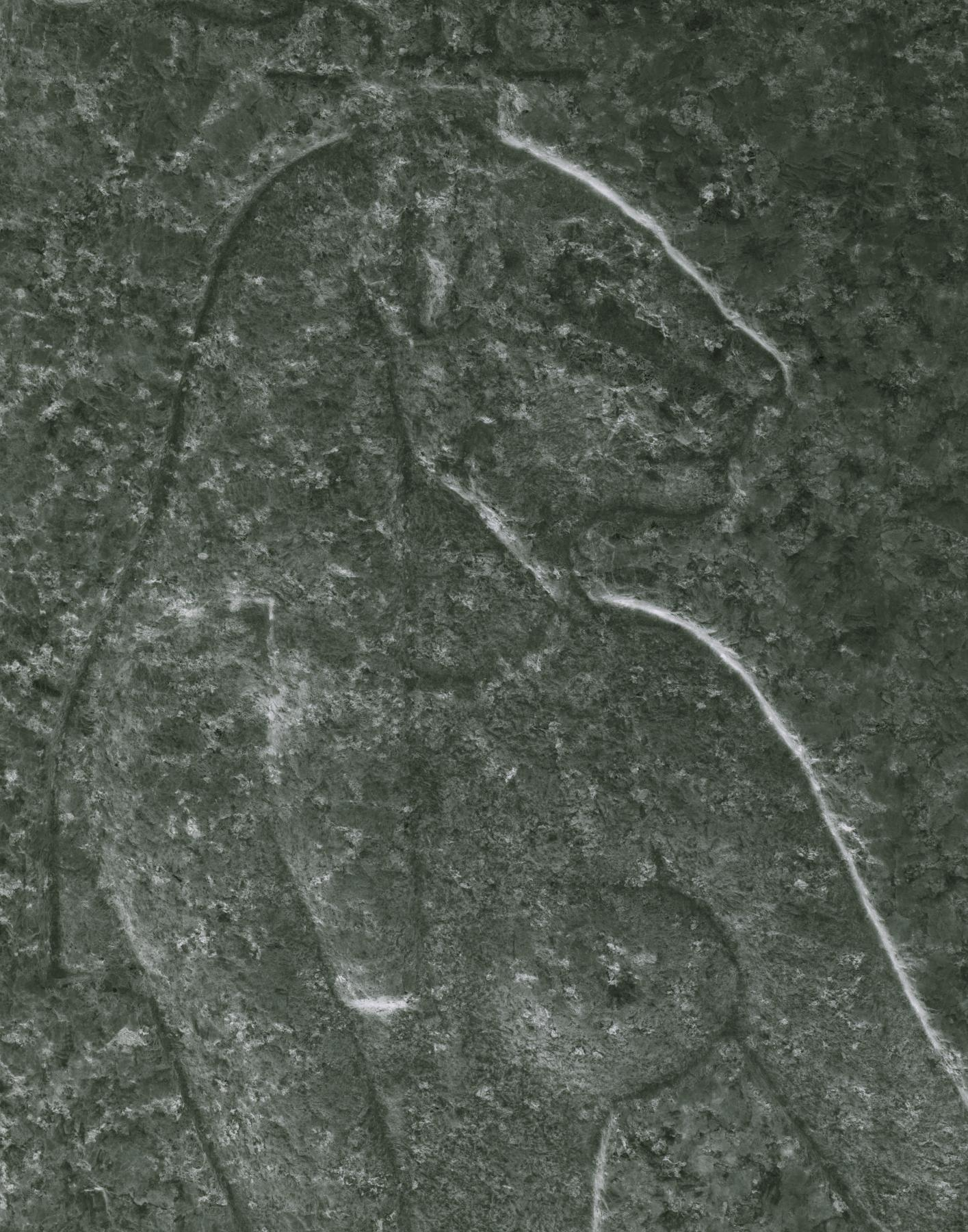
Relieve que representa a Mehit, datado en el reinado de Ptolomeo II. Walters Art Museum.

Mehit, Menhyt o Mejit fue una diosa del Antiguo Egipto. Significa "la que está completa". En el Periodo arcaico de Egipto, se la representaba como una leona reclinada con tres postes doblados que se proyectaban desde su espalda. En esa época aparece en numerosas improntas de sellos dinásticos tempranos y artefactos de marfil, generalmente junto con una representación de un santuario del Alto Egipto. Los principales lugares de culto fueron Hieracómpolis y Tinis. También fue adorada en Edfu.
Mehit fue la consorte de Anhur u Onuris, un dios cazador que era adorado en Tinis. Varios textos aluden a un mito donde Anhur sigue la pista de Mehit en Nubia y la lleva a Egipto como esposa. Este suceso es la base del nombre Anhur, que significa 'portador del distante'. Fuentes tardías identifican esta historia con el mito de la 'Diosa distante', donde el Ojo de Ra, una deidad solar que puede tomar la forma de varias diosas, huye de su padre Ra, que envía a uno de sus dioses para recuperarla. En la versión de Anhur y Mehit, Anhur se sincretiza con Shu y Mehit con Hathor-Tefnut, hermana y esposa mitológicas de Shu. Como Shu y Tefnut representaban a veces el sol y la luna, Mehit también podría representar la luna llena. Su regreso a su lugar de origen podría representar la restauración del Ojo de Horus, un símbolo de la luna y de la orden divina del cosmos.
La egiptóloga Geraldine Pinch sugiere que la diosa distante pudo haber sido originalmente una personificación de los desiertos de Nubia, cuyo mito sería absorbido por un conjunto complejo de mitos que rodean el Ojo de Ra. Toby Wilkinson expone que en tiempos dinásticos tempranos, Mehit podría haber sido una diosa protectora, asociada con lugares sagrados y es bastante probable que al igual que Horus Behdetite, la diosa leona, más tarde identificada como Mehit no estuviese asignada a una localidad concreta.